# Marie-Louise Auget de Monthyon
Marie-Louise Auget de Monthyon ou Montyon (Paris, 27 mars 1728 - Marly-le-Roi, 1er octobre 1798), mieux connue sous le nom de Madame de Fourqueux est une femme de lettres et salonnière française.

## Biographie
Marie-Louise est la fille de Catherine Surirey de Saint-Remy et de Jean Auget de Monthyon, maître ordinaire de la chambre des comptes de Paris. Sa mère meurt peu après sa naissance. Son père se remarie avec Marie-Anne Pajot du Bouchet qui mettra au monde Jean-Baptiste de Montyon
En décembre 1740, Marie-Louise Auget de Monthyon est mariée à Michel Bouvard de Fourqueux, alors procureur général de la chambre des comptes de Paris. Elle commence à fréquenter le salon de Madame de Graffigny. Elle met au monde deux filles, en 1744, Anne Marie Rosalie, et en 1745, Adélaïde Agnès Élisabeth. Elle les allaite et les éduque elle-même.
En juillet 1754, après la mort de son beau-père, Michel I Bouvard de Fourqueux, les Fourqueux deviennent proches de Daniel-Charles Trudaine. Leur fille aînée épouse en 1762 Jean Charles Philibert Trudaine de Montigny ; en octobre 1768, leur fille cadette épouse Etienne Maynon d'Invault, le contrôleur général des finances, ce qui permet à M. de Fourqueux de devenir conseiller d'État. 
Mme de Fourqueux tient son propre salon, fréquenté notamment par le jeune Dupont de Nemours, André Morellet, Claude Carloman de Rulhière, et Malesherbes. Mme de Fourqueux s'intéresse aussi au mesmérisme et à l'illuminisme. 
Les Fourqueux adhèrent à la loge de La Candeur. Après la mort de leur fille aînée et de son époux, en 1776 et 1777, ils prennent en charge l'éducation de leurs petits-fils.
À la mort de M. de Fourqueux en 1789, sa veuve s'installe au château de Fourqueux. Infirme, elle s'établit bientôt dans une maison à Marly-la-Machine,.
Elle est incarcérée à Versailles du 30 octobre au 11 novembre 1793 et à la Conciergerie du 21 novembre au 20 janvier 1794. Ses petits-fils sont exécutés le 28 juillet 1794, ce qui l'affecte profondément. Elle meurt le premier octobre 1798.

## Postérité
Mme de Fourqueux est l'amie du mathématicien Alexis-Claude Clairaut et de l’homme de lettres Louis-Félix Guynement de Kéralio.
Elle a écrit plusieurs romans. En 1793, elle fait rédiger son testament dans lequel elle lle lègue ses manuscrits à Gabriel-Henri Gaillard. Gaillard fait publier ses deux romans en 1805 et 1806. Il charge Jean-Baptiste-Antoine Suard d'éditer ses Confessions, une autobiographie rédigée vers 1766 puis vers 1776. Dans cet ouvrage, elle réfléchit sur les rapports de genre et défend une morale religieuse.

## Œuvres
- Julie de Saint-Olmont, ou les Premières illusions de l’amour, Dentu, Paris, 1805. Lire en ligne sur Archive.org ([tome 1], [tome 2], [tome 3])
- Amélie de Treville ou la Solitaire, Dentu, Paris, 1806.
- Confessions de Madame ***. Principes de morale pour se conduire dans le monde, Maradan, Paris, 1817. Lire en ligne sur Archive.org ([tome 1], [tome 2]

## Pour approfondir